# هومبيرتو فوجينهو
هومبيرتو فوجينهو هو لاعب كرة قدم برازيلي في مركز الوسط، ولد في 31 أكتوبر 1978 في كامبيناس في البرازيل. لعب مع سانتو أندريه ومكابي نتانيا ونادي إنترناسيونال ونادي بونتي بريتا ونادي بونتيفيدرا ونادي تورينو ونادي كاشياس دو سول ونادي كوريتيبا.